# Stupid White Men
Stupid White Men er et rockband fra Danmark.
Idéen til bandetnavnet Stupid White Men opstod allerede tilbage i slutningen af 90'erne men har siden ligget i dvale i en årrække hvorefter det for alvor blev det musikalske omdrejningspunkt for grupppens tre medlemmer.
Gruppen var før samlet i bandet Aya.

## Diskografi
- Stupid White Men (2011)